# Kramgoa låtar 15
Kramgoa låtar 15 utkom 1987 och är ett studioalbum av det svenska dansbandet Vikingarna. Albumet återutgavs 2003 i boxen 100% guldfavoriter.

## Låtlista
1. Aldrig aldrig mer
2. Kärleksrosen
3. Tänk när det blir sommar
4. Hallå Mary Lou hello Mary Lou
5. Roses Are Red
6. Vem
7. Love's Been Good To Me
8. En gång skall vi åter mötas
9. Du är ung du är fri
10. Det finns en glädje i musiken
11. Ljuvliga sommar
12. Den första kärleken
13. Golden Gate
14. Håll varandra hårt

## Listplaceringar
| Lista (1987) | Topplacering |
| ------------ | ------------ |
| Norge        | 12           |
| Sverige      | 11           |